# Carlos Roberto de Campos
Carlos Roberto de Campos (São Paulo, 25 de dezembro de 1955) é um político brasileiro filiado ao Partido da Social Democracia Brasileira (PSDB). Já foi Vereador, Secretário de Turismo, Deputado Estadual, Deputado Federal.

## Vida
Carlos Roberto teve uma infância bastante simples, junto à família, que se mudou do bairro da Penha, na zona leste paulistana, para Taboão da Serra, município da região metropolitana, para realizar o sonho da primeira casa própria. Foi em Guarulhos, na Grande São Paulo, onde vive atualmente e mantém a matriz de sua empresa, que Carlos Roberto e sua família fixou raízes.

## Carreira Empresarial
Carlos Roberto se formou, em 1972, técnico em mecânica industrial, pelo Liceu de Artes e Ofícios, no bairro da Luz, em São Paulo, especializando-se em plásticos pelo SENAI. A profissão de ferramenteiro possibilitou que aos 19 anos o jovem Carlos Roberto fundasse sua primeira empresa. Pouco tempo depois, recebeu o convite de um cliente e adquiriu cotas de sociedade em uma indústria de injeção de plásticos, em Guarulhos. Aos 23 anos, na mesma cidade fundou a CRW Plásticos, em parceria com dois amigos dos tempos do Liceu. Hoje, a fábrica é uma empresa especializada na injeção de termoplásticos, com filiais nos estados de Minas Gerais e Santa Catarina, além de unidades nos Estados Unidos e Eslováquia, na Europa.

## Carreira política
Carlos Roberto entrou para a vida pública em 1988, quando foi eleito vereador pela primeira vez. A falta de mão-de-obra qualificada no mercado de trabalho guarulhense e as poucas perspectivas que os governos ofereciam o motivaram a cobrar investimentos de forma mais efetiva. Assim, passou a fazer oposição às administrações municipais. Reeleito em 1992, foi convidado a criar e gerir a Secretaria Municipal de Turismo, cargo que ocupou por um ano até retornar à Câmara Municipal (Brasil).
Em 1996, candidatou-se à Prefeitura, sendo o terceiro mais votado. Dois anos mais tarde concorreu ao cargo de deputado estadual. Em 2007, foi nomeado presidente do Diretório Municipal do PSDB Guarulhos. No ano seguinte foi novamente candidato a prefeito do município, quando obteve mais de 240 mil votos, numa acirrada disputa com Sebastião Almeida, no segundo turno da eleição majoritária.
Nas eleições de 2010, concorreu ao cargo de deputado federal e foi eleito suplente, obtendo quase 105 mil votos, a maioria deles em Guarulhos, seu reduto eleitoral. Já em 2011, é eleito presidente do PSDB Guarulhos.
Carlos Roberto foi titular da Comissão de Viação e Transportes e suplente da Comissão de Desenvolvimento Econômico, Indústria e Comércio da Câmara dos Deputados.

## Eleições 2012
Novamente, em 2012, Carlos Roberto, pelo PSDB, se candidata para a prefeitura da cidade. Durante sua campanha, o candidato tucano teve o apoio do Governador do Estado, Geraldo Alckmin, e dentre suas propostas, chama a atenção para o projeto de Metrô para a cidade, que ainda não tem este meio de transporte. Assim como ocorrido nas eleições de 2008, Carlos Roberto vai para o segundo turno disputando com o candidato do PT, o prefeito Sebastião Almeida.
No primeiro turno, ocorrido no dia 07 de Outubro de 2012, Carlos Roberto obteve 167.894 votos (29,37%) dos votos válidos contra 283.864 votos (49,66%) de Almeida.
A votação do segundo turno ocorreu no dia 28 de Outubro de 2012, e o candidato do PSDB foi novamente derrotado por Sebastião Almeida, do PT.
Nas eleições 2016, Carlos Roberto foi derrotado novamente na disputa pelo cargo.